# James A. McClure
James A. McClure (Payette, 1924. december 27. – Garden City, 2011. február 26.) az Amerikai Egyesült Államok szenátora (Idaho, 1973–1991).